# Eufaula (Oklahoma)
Eufaula – miasto w Stanach Zjednoczonych, w stanie Oklahoma, w hrabstwie McIntosh.